# Cyril Bourlon de Rouvre
Cyril Bourlon de Rouvre   (Boulogne-Billancourt, 19 de desembre de 1945) és un empresari i polític francès. Va néixer el 19 de desembre de 1945 a Boulogne-Billancourt. Èra filh d'Évrard Bourlon de Rouvre, un industrial, e la siá esposa Claude Genty. Cyril Bourlon de Rouvre era hereu de les refineries de sucre i les propietats del seu besavi, Charles Bourlon de Rouvre (1850-1924), fillastre d'un dels homes més rics de finals del segle XIX, Gustave Lebaudy.
A principis de la dècada de 1990, era propietari de l'equip de carreres Équipe Ligier F1. El 1993, va ser acusat de la seva participació en un cas de frau d'actius. Aquest cas el va obligar a vendre l'equip de carreres a Flavio Briatore.
Cyril Bourlon de Rouvre es va graduar a l'Institut polytechnique des sciences avancées.